# دوشاخگی نقطه زینی

رخساره فاز نمایشگر دوشاخگی نقطه زینی

دوشاخگی نقطه زینی در ریاضیات حوزه نظریه دوشاخگی یک انشعاب ناحیه‌ای است که در آن دو نقطه ثابت در یک سیستم پویا با هم برخورد کرده و یکدیگر را از میان می‌برند. دوشاخگی نقطه زینی بیشتر در سیستم‌های پیوسته پویا کاربرد دارد. در سیستم‌های ناپیوسته پویا به دوشاخگی زینی (به انگلیسی: fold bifurcation) گویند.